# Roveredo in Piano
Roveredo in Piano (friuli nyelven Lavorêt, helyi nyelvjárásban Rovereit vagy Lavoreit) település Olaszországban, Friuli-Venezia Giulia régióban, Pordenone megyében. Lakosainak száma 5811 fő (2023. január 1.). Roveredo in Piano Aviano, Porcia, Friuli-Venezia Giulia, Pordenone, San Quirino és Fontanafredda községekkel határos.

## Népesség
A település lakossága az elmúlt években az alábbi módon változott:
| Lakosok száma | 5952 | 5939 | 5811 |
|               | 2017 | 2018 | 2023 |